# Bergholtzzell
Bergholtzzell là một xã thuộc tỉnh Haut-Rhin trong vùng Grand Est, đồng bắc Pháp. Xã này có diện tích 2,29 km², dân số năm 1999 là 380 người. Khu vực này có độ cao trung bình 260 mét trên mực nước biển.